# Flaxville
Flaxville és una població dels Estats Units a l'estat de Montana. Segons el cens del 2000 tenia 87 habitants.

## Demografia
Segons el cens del 2000, Flaxville tenia 87 habitants, 44 habitatges, i 20 famílies. La densitat de població era de 335,9 habitants per km².
Dels 44 habitatges en un 13,6% hi vivien nens de menys de 18 anys, en un 40,9% hi vivien parelles casades, en un 4,5% dones solteres, i en un 52,3% no eren unitats familiars. En el 47,7% dels habitatges hi vivien persones soles el 27,3% de les quals corresponia a persones de 65 anys o més que vivien soles. El nombre mitjà de persones vivint en cada habitatge era d'1,98 i el nombre mitjà de persones que vivien en cada família era de 2,95.
Per edats la població es repartia de la següent manera: un 21,8% tenia menys de 18 anys, un 2,3% entre 18 i 24, un 24,1% entre 25 i 44, un 19,5% de 45 a 60 i un 32,2% 65 anys o més.
L'edat mediana era de 48 anys. Per cada 100 dones de 18 o més anys hi havia 119,4 homes.
La renda mediana per habitatge era de 34.688 $ i la renda mediana per família de 39.375 $. Els homes tenien una renda mediana de 35.625 $ mentre que les dones 42.917 $. La renda per capita de la població era de 18.567 $. Aproximadament el 8,7% de les famílies i el 9,1% de la població estaven per davall del llindar de pobresa.

## Poblacions més properes
El següent diagrama mostra les poblacions més properes.